# Idaea tenuifasciata
Idaea tenuifasciata är en fjärilsart som beskrevs av Barend J. Lempke 1949. Idaea tenuifasciata ingår i släktet Idaea och familjen mätare. Inga underarter finns listade i Catalogue of Life.